# Hawkwell
Hawkwell – wieś w Anglii, w hrabstwie Essex, w dystrykcie Rochford. Leży 21 km na południowy wschód od miasta Chelmsford i 57 km na wschód od Londynu.